# Black Jack Tarr
"Black" Jack Tarr es un personaje ficticio que aparece en los cómics estadounidenses publicados por Marvel Comics. Es el ayudante de campo de Sir Denis Nayland Smith y un poderoso gigante rudo.

## Biografía ficticia
Tarr sirvió con distinción en el ejército británico y aceptó un puesto en el Servicio Exterior Británico después de su baja del ejército. Algún tiempo después, se convirtió en agente de la agencia de inteligencia británica, MI-6. Finalmente, fue asignado al mando de Sir Denis Nayland Smith de Scotland Yard.
Mientras servía con Smith, Tarr entró en contacto con Shang-Chi y el pequeño grupo de aventureros que libraban una guerra encubierta contra el cerebro criminal  Zheng Zu. Este grupo incluye a Leiko Wu y Clive Reston quienes se convertirían en dos de sus amigos más cercanos. Tarr se une a ellos en su lucha, enfrentándose a las fuerzas de Zheng Zu varias veces en muchos lugares del mundo. Las fuerzas de Zu eran legión, incluidos muchos cultos diferentes que a veces trabajaban juntos. En uno de esos incidentes, Tarr y Shang-Chi, acorralados por múltiples cultos, trabajaron juntos para aturdir a un caimán y arrojárselo a sus enemigos, dándoles el momento necesario para escapar.
Tarr es el objetivo personal de Brynocki, un gobernante androide loco de una pequeña isla. Esto es parte de un plan para acceder a Wu, de quien Brynocki se había enamorado.
Cuando Zheng Zu fue finalmente derrotado, Black Jack se convierte en parte de un grupo que elige permanecer juntos como aventureros privados bajo el nombre Freelance Restorations. Esta organización tiene su sede en el Castillo Stormhaven en Escocia con oficinas alquiladas en Londres.

### Mandy
Durante un caso en el que Tarr estaba rastreando a la hija aparentemente secuestrada de amigos de la familia, Mandy Greville, llegó a Nueva York investigando el culto Dawning Light. Tarr fue atacado afuera del edificio de la embajada donde Shang-Chi se hospedaba con amigos. El escapó al interior. Shang-Chi lo escuchó, aprendió sobre Freelance Restorations, luego lo ayudó a rescatar a Mandy. La niña fue llevada a salvo y la sede del culto fue destruida sin pérdida de vidas. Desafortunadamente, el culto le había lavado el cerebro a Mandy en este momento y promete matar a Tarr.
Mandy es llevada al Castillo Stormhaven, donde varios de los colegas de Smith intentan devolverla a la normalidad. Esto no va tan bien, hasta que un ataque del villano destructivo Agente Syn. Tarr arriesga su vida para salvar a Mandy del fuego de Syn. Ver el riesgo que tomó y la leve herida en la carne del ataque de Syn es suficiente para romper su condicionamiento. Shang-Chi derrota a Syn momentos después.

### Promoción
Fue después de este caso que Shang-Chi se une a Freelance. Tarr finalmente se convierte en el líder de Freelance Restorations cuando Smith se retira.
El grupo de Tarr es atacado por el Conde de Saint Germain, quien en la realidad de Marvel Comics, es un aparente inmortal que hereda a los asesinos, cultistas y recursos de Zheng Zu. Germain captura a Leiko Wu, la agente de Tarr y la exnovia de Shang Chi. Reston y Tarr tienen un tiroteo con un equipo de asesinos en los muelles de Singapur, después de que se descubre otra casa segura. Shang-Chi los salva de una muerte segura.

### De vuelta al MI6
Algún tiempo después, se reincorpora al MI6 como agente y confidente cercano de Sir Clive Reston. Juntos, lideran al MI6 en un intento de prevenir una invasión marciana en otras dimensiones de Gran Bretaña mientras intentan mantener la situación oculta a la organización rival MI-13 - tanto Tarr como Reston creen que la organización, sin historia, simplemente colapsaría y fracasan como las anteriores "organizaciones de sucesos extraños". Sin embargo, mantener al MI-13 en la oscuridad llevó a la invasión marciana y Tarr & Reston tienen que ayudar a Pete Wisdom a detenerla.

### Marvel NOW!
Tarr ha sido ascendido a director del MI-6. Después de que Leiko es asesinada en el barrio chino de Londres mientras se encuentra en una misión encubierta para infiltrarse en las tríadas, Tarr se reúne con su antiguo aliado Shang-Chi, quien ha venido a Londres para investigar la muerte de su ex amante. Aunque Tarr le cuenta a Shang sobre el cambio más oscuro de comportamiento de Leiko, le permite continuar con su investigación. Más tarde se revela que Tarr y MI-6 están monitoreando discretamente las actividades de Shang-Chi. Tarr avisa a Lin Sun de la ubicación de Shang-Chi cuando él y los Hijos del Tigre llegan a Londres para ayudar a su amigo y a las Hijas del Dragón. Después del ritual de Sol de Medianoche con Mao Shan Pai provoca una interferencia eléctrica en toda la ciudad, el MI-6 rastrea la fuente de energía hasta la finca de Dragón Blanco en las afueras de Londres, donde Tarr deduce que se encuentra Shang-Chi. Tarr y sus hombres asaltan la finca; Leiko, recientemente resucitada, escapa mientras los hombres del Dragón Blanco son arrestados. Después de explicarle la situación, Shang-Chi acepta la oferta de Tarr para tomar una copa.

### Shang-Chi y los Diez Anillos
Después de que Shang-Chi asume el liderazgo de la Sociedad de las Cinco Armas y adquiere los Diez Anillos, Tarr envía a Leiko y Reston para mantener a Shang-Chi preocupado con una misión de rescate falsa mientras él y sus hombres extraen los Anillos de su bóveda segura, ya que el MI6 no lo hace. confiar en la Sociedad para salvaguardar las armas. Cuando la manipulación del MI6 y el MI13 hace que los Diez Anillos convoquen a un parásito alienígena llamado Wyrm of Desolation, Shang-Chi vuelve a adquirir los Anillos para rescatarlos. Shang-Chi reprende a Tarr y a sus antiguos amigos por traicionarlo y se va con los Diez Anillos.

## Habilidades
Black Jack Tarr es un excelente combate cuerpo a cuerpo y tiene experiencia en el uso de armas de fuego.

## Otras versiones

### Ultimate Marvel
En el escenario de Ultimate Marvel, Jack Tarr aparece en Ultimate Human # 3, escrito por Warren Ellis, como el jefe de la Sección Especial del MI6, un grupo de cuatro agentes encubiertos que reportan directamente al Director de Operaciones, Peter Wisdom. Tarr se niega a matar al subjefe del MI6 por orden de Wisdom y convence a su superior de que nadie más lo hará tampoco. Uno de los hombres de Tarr es James Larner, quien en el Universo Marvel es igualmente un agente del MI6 asociado con Shang-Chi.